# 彰61線
彰61線 埤霞－埔心，是位於彰化縣的一條鄉道，北起埔心鄉埤霞村、義民村交界線上的新店聚落西側縣道146號、鄉道彰53-1線共線岔路，南至同鄉東門村埔心聚落的縣道148號岔路，全長3.171公里。

## 歷史
- 1961年：鄉道彰61線「埤霞－埔心」，當時起點椿號為「埤霞二重湳0K+637」，全長3.767公里。[2]
- 1976年：路線名稱誤寫為「埤霞－永靖」，全長3.010公里。[3]
- 1983年：路線名稱恢復「埤霞－埔心」，全長3.090公里。[4]
- 2010年：全長3.171。[1][5]

## 路線說明
本鄉道與縣道144號（本路段為省道台76線的平面道路）東向西側共線路段為逆樁單行道，順樁須繞路而行；其餘路段皆可雙向通車：
- 埔心鄉：埤霞（起點，縣道146號、鄉道彰53-1線共線岔路）↔二抱路一段↔二抱竹西（縣道144號岔路，縣道144號東向西側共線起點）←二抱竹東（瑤鳳路二段416巷岔路，縣道144號東向西側共線終點）↔油車橋↔油車橋南（縣道144號西向東側岔路）↔瑤鳳路二段416巷↔油車店西（鄉道彰52線岔路，彰52線共線起點）↔油車店東（忠義北路岔路，彰52線共線終點）↔忠義北路↔忠義南路↔埔心（終點，縣道148號岔路）

## 沿線設施
- 油車橋（跨越員林大排）
- 埔心鄉第一示範公墓
- 埔心鄉農會
- 埔心國中

## 交會公路
- 縣道146號、鄉道彰53-1線
- 台76線、 縣道144號
- 鄉道彰52線
- 縣道148號